# 6107 Osterbrock
A 6107 Osterbrock (ideiglenes jelöléssel 1948 AF) egy kisbolygó a Naprendszerben. Carl A. Wirtanen fedezte fel 1948. január 14-én.